# Есильский сельский округ (Северо-Казахстанская область)
Есильский сельский округ (Ишимский сельский округ) (каз. Есiл ауылдық округі) — административная единица в составе Тимирязевского района Северо-Казахстанской области Казахстана. Административный центр и единственный населенный пункт — село Есиль.
Население — 374 человека (2009, 655 в 1999, 1083 в 1989).
Динамика численности
| Численность населения | Численность населения | Численность населения |
| 1989                  | 1999                  | 2009                  |
| --------------------- | --------------------- | --------------------- |
| 1083                  | ↘655                  | ↘374                  |

## Этнокультурное объединение
С 20 июня 2008 года в округе функционирует казахско-русский этнокультурный центр «Мерей».

## История
Ишимский сельский совет образован 27 декабря 1956 года. 12 января 1994 года постановлением главы Северо-Казахстанской областной администрации образован Ишимский сельский округ. Совместным постановлением акимата Северо-Казахстанской области от 14 октября 2009 года N 264 и решением маслихата Северо-Казахстанской области от 14 октября 2009 года N 18/10 Ишимский сельский округ переименован в Есильский сельский округ.
21 июня 2019 года было ликвидировано село Нурунгуль.

## Состав
В состав округа входят такие населенные пункты:
| Населенный пункт | Население, человек (1989) | Население, человек (1999) | Население, человек (2009) |
| ---------------- | ------------------------- | ------------------------- | ------------------------- |
| Есиль, село      | 928                       | 503                       | 319                       |
| Нурунгуль, село  | 155                       | 152                       | 55                        |